# Myotis californicus
Myotis californicus is een zoogdier uit de familie van de gladneuzen (Vespertilionidae). De wetenschappelijke naam van de soort werd voor het eerst geldig gepubliceerd door Audubon & Bachman in 1842.

## Voorkomen

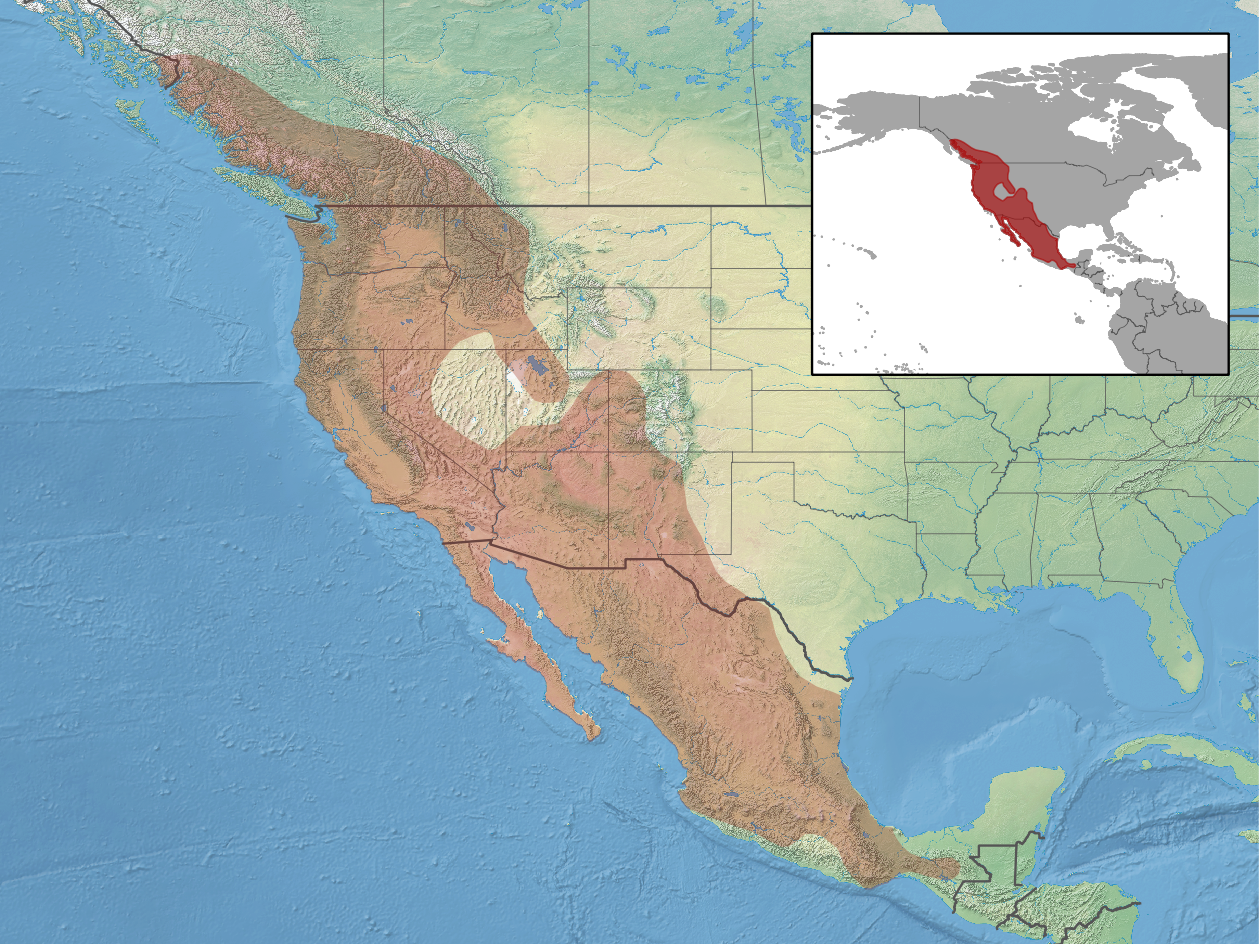
Leefgebied

De soort komt voor in Canada, Guatemala, Mexico en de Verenigde Staten.